# Maunatlala
Maunatlala est une ville du Botswana.